# Oreogrammitis alstonii
Oreogrammitis alstonii är en stensöteväxtart som beskrevs av Barbara S. Parris. Oreogrammitis alstonii ingår i släktet Oreogrammitis och familjen Polypodiaceae. Inga underarter finns listade.